# Goedele Vermeiren
Pour les articles homonymes, voir Vermeiren.
Goedele Vermeiren, née le 8 février 1962 à Mortsel est une femme politique belge flamande, membre de la N-VA.
Elle est enseignante d'histoire.

## Carrière politique
- Conseillère communale à Mortsel
- Député flamande:
  - du 7 juillet 2010 au 25 mai 2014, en remplacement de Sophie De Wit, élu députée fédérale